# Sint-Salvatorkapel (Hakendover)

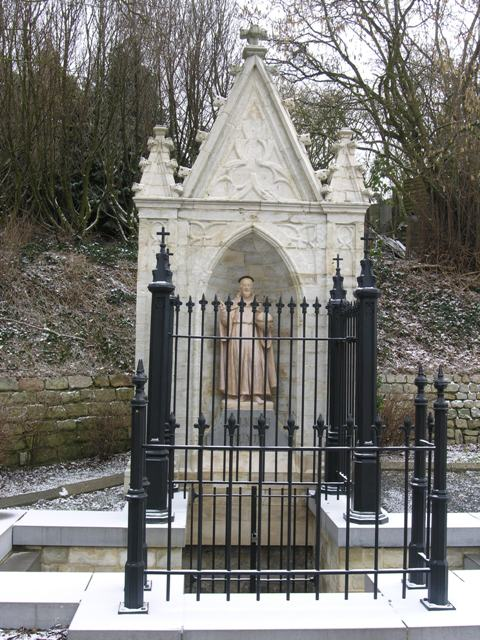
Sint-Salvatorkapel

De Sint-Salvatorkapel (ook: Kapel van de Goddelijke Zaligmaker) is een kapel in de tot de Vlaams-Brabantse gemeente Tienen behorende plaats Hakendover, gelegen aan de Hakendoverstraat.
Het betreft een neogotische niskapel van 1876 die gebouwd is bij de Sint-Salvatorbron, een bron waaraan miraculeuze krachten worden toegekend. Deze kapel is de eerste halteplaats voor de paardenprocessie.